# روزاریو مارتینلی
روزاریو مارتینلی (انگلیسی: Rosario Martinelli; ۱۱ اکتبر ۱۹۴۱ – ۱۹ اکتبر ۲۰۱۳) بازیکن فوتبال اهل ایتالیا بود.
از باشگاه‌هایی که در آن بازی کرده‌است می‌توان به باشگاه فوتبال زوریخ و باشگاه فوتبال کیاسو اشاره کرد.